# Michel Bonnet (musicien)
Pour les articles homonymes, voir Michel Bonnet et Bonnet.
Michel Bonnet (né le 14 septembre 1962 à Paris) est un trompettiste français de jazz.

## Biographie
Jeune, Michel Bonnet s'intéresse au banjo, puis passe à l'étude de la trompette au Conservatoire de Saint-Denis en 1973. Il découvre le jazz en 1974 via le groupe les Haricots Rouges et est influencé par le jeu de ses aînés comme Louis Armstrong, Roy Eldridge et Rex Stewart.
Il commence sa carrière professionnelle en 1981 avec l’ « Olympic Brass Band ». Il fonde son propre ensemble « The Tom Cats » actif de 1978 à 1992, qui se produira entre autres à Antibes Juan-les-Pins en 1987 et à la Grande Parade de Nice en 1990.
En 1985, il enregistre avec le tromboniste Raymond Fonsèque.
Dans les années 1990, il travaille avec le vibraphoniste Dany Doriz, le joueur de washboard Gilbert Leroux et le clarinettiste Jacky Milliet.
Il prend le poste de soliste dans l'ensemble «Les Globe Trotters » dirigé par le contrebassiste Philippe Plétan. Il jouera ensuite dans l'orchestre « Claude Bolling Big Band » à partir de novembre 1993 à janvier 2000.
Intéressé par des projets plus personnels, il fonde deux nouveaux groupes « Bugle Swing » en 1995 et « Les Gigolos » en mars 1997 qui se produit dans les grands festivals de jazz (Nice, Antibes, Vienne, Bayonne) ainsi qu’à l’Olympia, au Casino de Paris, à la Cigale, à l’Européen et dans de nombreux pays. Cette formation prendra le nom de « Pink Turtle » pendant 6 ans  puis « Louis Prima For Ever » sous la direction du batteur Stéphane Roger.
Il joue régulièrement dans le big band « Paris Swing Orchestra ».
Il a également travaillé à un hommage au tromboniste Kid Ory avec le groupe « Mem’Ory ».
Il a également co-fondé avec Michel Bescont le quintet « Bean Soup » célébrant les compositions de Coleman Hawkins.
Michel Bonnet mène également en parallèle des activités de graphiste, de photographe et de consultant musical auprès de musiciens et de groupes musicaux.

## Discographie sélective
- Swing Connection invitent Michel Bonnet, (CD, 2000)
- Pink Turtle,  A la mode , (Frémeaux & Associés FA570, 2012)[4]
- Robeurt Féneck & Le Mad in Swing Big Band (Frémeaux & Associés FA597 , 2012) [5]
- Michel Bonnet / Mem'Ory, Ragtim’ory, avec Michel Bonnet - lead, cornet ; Patrick Bacqueville - trombone, vocal ; Guy Bonne - clarinette ; Christophe Davot - guitare, vocal ; Enzo Mucci - contrebasse ; Michel Sénamaud - batterie ; Jacques Schnecke - piano, (label Frémeaux & Associés FA8563, 2018, « Grand Prix 2018 du Hot Club de France - Jazz » )[6], [7]
- Bean soup quintet, Odidrep, avec Michel Bonnet – trompette, Michel Bescont – sax, Jacques Schneck – piano, Leigh Barker – contrebasse, Stéphane Roger – batterie, (Camille Productions, 2019)
- La Suite Wilson the music of Teddy Wilson, (Camille Productions, 2022)
- Louis Prima Forever, Christmas in Swing, (Frémeaux & Associés FA8597, 2022)

Michel Bonnet enregistre avec l'orchestre de Claude Bolling quatre albums :
- The Victory Concert, (Frémeaux & Associés FA450, 1994)
- Cinéma Dreams (Milan (Sony Music Austria), 1996),
- The Drum is a Woman, conte musical de Duke Ellington recréé par Claude Bolling (Milan Spi, 1997),
- A Tone Parallel to Harlem (a tribute to Duke Ellington) (Frémeaux & Associés, 1999) .